# Astorre Baglioni
Pour les articles homonymes, voir Baglioni.
 Astorre Baglioni  (Pérouse (Italie) mars 1526 - 4 août 1571) est un condottière italien de la Renaissance issu d'une famille illustre de Pérouse.

## Biographie
Astorre Baglioni a été un condottière.
À la mort de son père, il apprend les arts des armes, d'abord à Tagliacozzo auprès de Ascanio I Colonna (it), puis à Città di Castello auprès de son oncle Alessandro Vitelli.
En 1540, à la tête de 300 fantassins, il assiste Alessandro Vitelli contre les turcs de Pest.
Pendant le mois d'avril 1550 à Civitavecchia, il embarque sur une frégate. Il suit la flotte pontificale de Carlo Sforza sur les côtes africaines afin de combattre le corsaire Dragut.
En août 1550 il est, avec Giordano Orsini, au siège d'Afrodisio (Mahdia), défendue par Hisar Rais, neveu de Dragut.
Pendant les opérations, il sauve la vie d'Orsini attaqué par les berbères et participe à l'assaut final.
Entre 1556 et 1558, il passe au service de Venise, participe à la supervision des œuvres de fortification des états vénètes et devient gouverneur de Vérone.
En 1569 il est nommé gouverneur de Nicosie à Chypre.
Avec Marco Antonio Bragadin, Astorre Baglioni a commandé les Vénitiens contre l'armée ottomane de Mehmed pacha Sokolović lors du siège de Famagouste (22 août 1570 - 4 août 1571).
Après avoir repoussé 5 assauts, Bragantin entame des négociations de reddition ; ayant obtenu un sauf-conduit pour tous les assiégés, il signe la reddition, mais Mehmed pacha Sokolović demanda de remettre les 50 pèlerins partis vers la Mecque qui ont été enlevés avant le siège ; la réponse fut que les prisonniers en question furent tués, ce qui rendit Mehmed pacha fou de rage et pour cela Baglioni fut décapité. Sa tête empalée sur une pique fut exposée pendant trois jours.